# مسجد شمبتابالي
مسجد شمبتابالي هو مسجد قديم يقع إلى الغرب من مدينة كوتشي في ولاية كيرلا جنوب الهند , اشتق اسم شمبتابالي أو Chempittapally من الكلمة المالايالامية chemp والتي تعني برونز وكلمة pally التي تعني مسجد .

## العمارة
زين سقف المسجد بالبلاط البرونزي , وبسبب هذا البلاط البرونزي جاء اسم المسجد , للمسجد ثلاث بوابات واحده في الغرب وهي التي تفتح الطريق إلى بنايابالي , والثانية تقع في الجهة الجنوبية والتي تفتح الطريق لقولدن موكو وكوسنغادي , والبوابة الرئيسية في الجانب الشرقي من المسجد والتي تفتح الطريق لأنغادي وهذا بدوره يقود الطريق من الشارع اليهودي وبازار ماتانتشيري نحو الشمال والجنوب إلى شوليكال.